# ビックリ大集合!
『ビックリ大集合!』（ビックリだいしゅうごう）は、1975年4月16日から1978年9月28日まで東京12チャンネル（現・テレビ東京）で放送された視聴者参加型のバラエティ番組である。1975年12月24日放送分までは、『ビックリッ子大集合!』（ビックリッこだいしゅうごう）というタイトルだった。

## 概要
それまで長きにわたって放送されていた『世界ビックリアワー』（司会：東京ぼん太 → 長谷川肇）の主旨を引き継いだ番組で、一般視聴者が歌まねや物まねなどの特技やその他の珍芸など、多彩な芸を披露していた。放送開始当初は子供のみが参加していたが、改題とともに大人も参加するようになった。内容はその他にも、ＵＦＯや心霊などのオカルトや怪奇現象、映画、アニメなど多岐に亘り、特に怪奇心霊現象の再現VTRのナレーションは定評のある羽佐間道夫が担当し、コメンテーターとして霊能者の王麗華（おうれいか）を起用するなど恐怖心を増す演出がなされていた。他に、アマチュア８ｍｍカメラマンによる心霊スポットの定点低速度撮影などのユニークなコーナーもあった。
通算3年半続く人気番組となったが、この番組の最終回をもって『世界ビックリアワー』から続いた路線は終了した。

## 放送時間
いずれもJST。
- 水曜 20:00 - 20:54 （1975年4月16日 - 1977年9月28日）
- 金曜 20:00 - 20:54 （1977年10月7日 - 1978年9月28日） - 水曜20時台で『三波伸介の凸凹大学校』がスタートするのに伴い、金曜20時台へ移動。

## 司会
- 大野しげひさ
- 岸ユキ